# Lécithine
La lécithine est un terme générique désignant un groupe de substances lipidiques, composées majoritairement de phosphoglycérides (ou phosphatides),, composés amphiphiles essentiels à la formation et la stabilité des bicouches lipidiques, qui constituent la structure fondamentale des membranes cellulaires. En raison de ses propriétés émulsifiantes, la lécithine est largement utilisée dans l'industrie agro-alimentaire comme émulsifiant (E322). Elle est également utilisée dans les compléments alimentaires pour ses supposés bienfaits sur la santé, notamment pour améliorer la fonction cognitive et réduire le cholestérol. Les sources naturelles de lécithine incluent le soja, les œufs, le maïs, le tournesol et le colza.
Le terme « lécithine » est employé par les chimistes et les biologistes, pour désigner spécifiquement la phosphatidylcholine (PC), qui est le constituant majeur des lécithines.

## Histoire
La découverte de la lécithine remonte au milieu du XIXe siècle. En 1845, le chimiste et pharmacologue français Théodore Nicolas Gobley isola pour la première fois la lécithine à partir de jaune d'œuf. C'est après avoir découvert la même substance dans les œufs de carpe, qu'il la nomma « lécithine » d'après le mot grec « ekithos », qui signifie « jaune d'œuf », en référence à ses premières recherches. Gobley poursuivit ses recherches et, en 1874, il réussit à déterminer la composition chimique de la lécithine.
Au fil des décennies, la lécithine a suscité un intérêt croissant en raison de ses propriétés émulsifiantes et de ses applications potentielles dans divers domaines. Au début du XXe siècle, la lécithine a commencé à être utilisée dans l'industrie alimentaire comme émulsifiant, permettant de stabiliser les mélanges de substances hydrophiles et lipophiles. Cette utilisation s'est rapidement étendue à d'autres industries, notamment la cosmétique et la pharmaceutique.
Dans les années 1930, des chercheurs ont découvert que la lécithine pouvait être extraite de sources végétales, notamment le soja. Cette découverte a conduit à une production commerciale accrue de lécithine, rendant cette substance plus accessible et économique. Aujourd'hui, la lécithine est largement utilisée dans l'industrie alimentaire, les compléments alimentaires, les produits cosmétiques et les médicaments.
La recherche sur la lécithine continue de progresser, avec des études explorant ses effets potentiels sur la santé, notamment en ce qui concerne la fonction cognitive, la réduction du cholestérol et la prévention des maladies cardiovasculaires. La lécithine reste un sujet d'intérêt scientifique et industriel, avec de nouvelles applications et découvertes émergentes.

## Composition
Les lécithines sont composées principalement de 2 types de phospholipides (PL) : les phosphoglycérides et les sphingophospholipides. Elles peuvent également contenir d'autres lipides en petites quantités tels que des triglycérides (TG), des acides gras (AG), des stérols et des glycolipides. Parmi les phosphoglycérides, les plus courants sont la phosphatidylcholine (PC), la phosphatidyléthanolamine (PE), la phosphatidylinositol (PI), l'acide phosphatidique (PA), la phosphatidylsérine (PS) et le phosphatidylglycérol (PG). En ce qui concerne les sphingolipides, il s'agit principalement de sphingomyéline (SM), que l'on retrouve essentiellement dans les sources animales.
La composition de la lécithine varie grandement selon la source biologique, raison pour laquelle il convient plutôt de parler "des" lécithines. Par exemple, les sources végétales sont généralement plus riches en acide phosphatidique que les sources animales et contiennent de la phosphatidylglycérol, tandis que les lécithines animales contiennent de la sphingomyéline.
La phosphatidylcholine est généralement le phospholipide dominant dans la plupart des lécithines, sauf dans les lécithines de lait, où la phosphatidyléthanolamine est légèrement plus concentrée. Dans les œufs, la phosphatidylcholine constitue près des trois quarts de la lécithine, soit 2 à 3 fois plus que dans les lécithines d'origine végétale, dont le profil phospholipidique est plus diversifié.
|           | Phosphatidylcholine | Phosphatidylethanolamine | Phosphatidylinositol | Sphingomyéline | Autres |
| --------- | ------------------- | ------------------------ | -------------------- | -------------- | ------ |
| Soja      | 25,5%               | 17,6%                    | 15,6%                | -              | 41,3%  |
| Tournesol | 28,2%               | 12%                      | 20,2%                | -              | 39,6%  |
| Colza     | 38,5%               | 23,1%                    | 16,7%                | -              | 21,7%  |
| Maïs      | 37,8%               | 16,1%                    | 16,4%                | -              | 29,7%  |
| Œuf       | 71,7%               | 17,6%                    | 1,2%                 | 3%             | 6,5%   |
| Lait      | 28,8%               | 31%                      | 6%                   | 26,7%          | 13,5%  |

## Production
La lécithine est produite principalement à partir de graines oléagineuses (e.g. graines de soja, de tournesol ou de colza) ou de jaune d'œuf.
Dans le cas des sources végétales, l'extraction de la lécithine est réalisée à partir des huiles brutes via un processus de dégommage. Ces dernières sont d'abord obtenues à partir de graines par pressage ou extraction chimique. La lécithine obtenue peut ensuite être purifiée et transformée sous différentes formes (liquide, poudre) selon les besoins industriels.

## Usages
La lécithine est utilisée dans l'industrie agro-alimentaire comme émulsifiant dans les chocolats, margarines, biscuits et autres produits alimentaires. Dans l'industrie cosmétique, elle est employée pour ses propriétés hydratantes et stabilisantes dans les crèmes et lotions. Enfin, dans l'industrie pharmaceutique, la lécithine est utilisée dans la formulation de médicaments et de compléments alimentaires.